# Coelichneumon validus
Coelichneumon validus là một loài tò vò trong họ Ichneumonidae.